# Torre Guasch
La Torre Guasch és un edifici de Capellades (Anoia) protegit com a bé cultural d'interès local.

## Descripció
La casa de la família Guasch s'alça com una de les construccions mes significatives de Capellades. Es tracta d'un edifici senyorial, de planta baixa i dos pisos, tot envoltat per un ampli jardí i envoltat per un mur perimetral i una tanca de ferro forjat d'una gran sumptuositat.
L'edifici, de planta rectangular, presenta una arquitectura i estètica similar als palaus neoclassicistes. Les façanes mostren una simetria en la composició així com elements clàssics destacables. Les façanes destaquen per l'emplaçament dels porxos de doble alçada que se situen en els eixos centrals de cada una d'elles. Estan formats per columnes i semi columnes amb capitell jònic, a la façana anterior i posterior, i capitell toscà, a les façanes laterals.
Tot l'edifici és cobert amb coberta plana, limitada per una balustrada interrompuda amb trams massissos que fan de pedestal de les hídries, tot recolzant-se en una corbisa sobre cartel·les estriades. Té un especial interès, també, la tanca del jardí, formada per dos cossos d'obres, de gran sumptuositat, lligats pel gran portal reixat.